# Trichorhina isthmica
Trichorhina isthmica är en kräftdjursart som först beskrevs av Van Name 1926.  Trichorhina isthmica ingår i släktet Trichorhina och familjen myrbogråsuggor. Inga underarter finns listade i Catalogue of Life.